# Vincy-Reuil-et-Magny
 Vincy-Reuil-et-Magny  es una población y comuna francesa, en la región de Picardía, departamento de Aisne, en el distrito de Laon y cantón de Rozoy-sur-Serre.

## Demografía
| 204 | 170 | 190 | 149 | 140 | 144 |
| Para los censos de 1962 a 1999 la población legal corresponde a la población sin duplicidades (Fuente: INSEE [Consultar]) |     |     |     |     |     |